# Cosimo III de' Medici
Cosimo III de' Medici, född den 14 augusti 1642, död den 31 oktober 1723, var storhertig av Toscana 1670-1723, son till Ferdinand II och Vittoria della Rovere.

## Biografi
Cosimo anses ha varit en fåfäng och skenhelig vekling, under vars svaga regering fattigdom och kriminalitet ökade i Toscana. Han förmäldes 1661 med Lovisa av Orléans. Hon avskydde sin make och återvände 1671 till Frankrike efter fruktlösa försök att få deras äktenskap förklarat ogiltigt. 
Då deras äldste son, Ferdinand, (född 1663), avlidit barnlös 1711 och andre sonen, Johan Gaston, levde skild från sin gemål, försökte Cosimo få tronföljden överflyttad på sin dotter, Anna Maria Luisa (född 1667, gift med kurfursten Johan Vilhelm av Pfalz, änka 1716, död 1743). Han hade också planer på att återställa den florentinska republiken, men i båda fallen stötte han på hårt motstånd från främmande makter, som efter egna intressen ville förfoga över tronen i Toscana. 
Hans bror, Francesco Maria, (född 1660), blev 1686 kardinal, men han nedlade titeln 1709 och gifte sig med Eleonora Gonzaga, (död 1742). Deras äktenskap blev barnlöst och den tidigare kardinalen avled redan 1711.